# Moros (Zaragoza)
Moros es un municipio y localidad española de la provincia de Zaragoza, en la comunidad autónoma de Aragón. El término municipal, ubicado en  situado en la comarca de Calatayud, tiene una población de 269 habitantes (INE 2024).

## Toponimia
Según la tradición, el origen del nombre del municipio se debe a que fue lugar de moros. También se piensa que su antecedente inmediato pudo ser el pueblo de Manubles o Monubles —hoy un despoblado entre Ateca y Moros—, que daría nombre también al río.

## Geografía
Su término municipal tiene una extensión de 53,50 km². Moros está situado en el sistema Ibérico, en el valle del río Manubles, afluente del Jalón. El río Manubles, después de regar la vega de Villalengua, describe un meandro muy cerrado para rodear el espolón rocoso sobre el que se alza Moros a 791 m sobre el nivel del mar. La montaña alargada que lo sustenta se encuentra rodeada a su vez de otras montañas: Santiús, Santa Bárbara y El Collado. El Manubles y su estrecha vega de huertos y frutales lo separan del resto de montañas, bordeándolo.
Al norte y sur del pueblo, se encuentran dos puentes sobre el río, con sendas fuentes de manantial. Se accede al municipio a través de la carretera A-1502.
Moros tiene una temperatura media anual de 12,7 °C, con una precipitación anual de 410 mm.

## Historia
La tradición dice que el castillo de Moros fue mandado construir por el rey Ayubb de la taifa de Calatayud en la actual zona de la portilla. Presuntamente, su objetivo fue disponer tanto de una zona de recreo de caza como de, en último extremo, defensa de la zona fronteriza.
Alrededor de 1120, durante la batalla de Cutanda, Alfonso I el Batallador conquistó la taifa de Calatayud. Así, en 1131 este rey concedió carta puebla y fueros a Calatayud, formando la comunidad de aldeas de Calatayud y donando a éste el término desde Berdejo a Villafeliche y desde Chodes a Calmarza, quedando dentro de la Sesma del río de Berdejo. Todo lo anterior queda confirmado en una bula del papa Lucio III promulgada en 1182, en donde aparece la iglesia de Moros como parte de la patrimonialidad de la Iglesia de Calatayud. Se da fe así de la existencia de la aldea de Moros.
En 1238, don Justo de Ateca, secretario del rey Jaime I el Conquistador, nombró alcaide del castillo de Moros al señor de Monegrillo, y organizó las compañías de soldados de la villa de Moros para la conquista del reino valenciano. Asimismo, los vecinos aún siguen asegurando —porque así se ha transmitido por tradición oral— que el Cid Campeador pasó por el barranco de Cocanil.
El historiador Jerónimo Zurita, en 1357, describe el castillo de Moros como lugar fuerte y defendido por los vecinos.

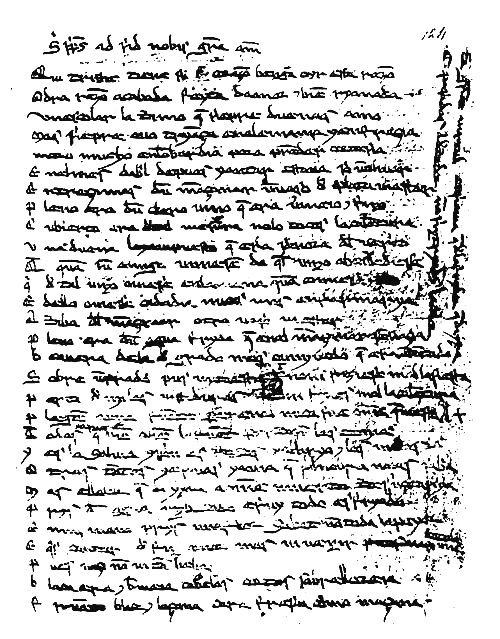
Primera página de Razón feita de amor, poema de Lope de Moros

Moros fue plaza fronteriza entre Aragón y Castilla, por lo que su historia está necesariamente ligada a las luchas que en tiempos sostuvieron ambos reinos. En 1362 cayó en poder de Pedro I de Castilla, quien emplazó allí a Pedro González de Mendoza al mando de trescientos jinetes. Hacia 1367, según el libro de Fermín Lezaún Estado Eclesiástico y Secular Poblaciones del Reino de Aragón, la aldea de Monubles lindante con Moros poseía unos 54 «fuegos» (hogares). En gran parte debido a la guerra de los Dos Pedros (entre Pedro I de Castilla y Pedro IV de Aragón) acontecida por aquella época, esta aldea comenzó a perder población. Hacia 1450 Monubles, según el libro del Cabreo n.º 2 que se encuentra en el Archivo Municipal de Calatayud, desapareció, cediendo una parte de su término en favor de Moros y otra parte en favor de Ateca. Durante el mismo periodo, el río que riega la vega de Moros, que hasta entonces se llamaba Verdejo, por ser este el pueblo donde inicia su recorrido, pasó a tomar el nombre del pueblo extinto, Monubles o Manubles como se le conoce en la actualidad.
Entre aquellos que forjaron la historia de Moros, hay que citar a don Pedro, que se apoderó del castillo de Albarracín; a Pedro García de Moros, que asistió a las Cortes de Fraga; a Juan Cardona, procurador general de la Comunidad de Calatayud; y a Lope de Moros, copista o autor de Razón feita de amor, el primer libro escrito en aragonés, que parece ser que nació en esta misma villa.
Ya en el siglo XIX, el historiador Pascual Madoz, en su Diccionario geográfico-estadístico-histórico de España de 1845, describe así a Moros: 

Tiene 296 casas, 3 calles con algunas travesías y una plaza; casa de ayuntamiento y cárcel; un hospital con su oratorio para pobres del pueblo... iglesia parroquial (Santa Eulalia de Mérida)... 4 ermitas dedicadas á San José, San Miguel, Santa Bárbara y Virgen de la Vega fuera del pueblo.

Asimismo, Madoz señala que en la localidad había cuatro fábricas de aguardiente así como dos molinos harineros.
El 18 de julio de 2022, se declaró un incendio forestal en Ateca, que quemó casi todo el término municipal, extendiéndose a los municipios limítrofes. Fue provocado por los trabajos realizados por la empresa Land Life Company que estaba repoblando unas 200 hectáreas, llegando a quemar 14 000.

## Demografía
Moros cuenta con una población de 269 habitantes (INE 2024).
| Gráfica de evolución demográfica de Moros entre 1842 y 2021                                                         |
| |
| Población de derecho según los censos de población del INE Población de hecho según los censos de población del INE |

A mediados del siglo XIX, el censo de 1857 registra una población de 1286 habitantes para la localidad.
A lo largo de la primera mitad del siglo XX, la población de Moros siempre se mantuvo siempre por encima de los 1000 habitantes, pero el acusado retroceso que se inició a mediados de ese siglo se mantiene hasta nuestros días.

## Administración y política
| Período   | Alcalde              | Partido |  |
| --------- | -------------------- | ------- |  |
| 1979-1983 | Luis García Lasheras | PAR     |  |
| 1983-1987 |                      |         |  |
| 1987-1991 |                      |         |  |
| 1991-1995 |                      |         |  |
| 1995-1999 |                      |         |  |
| 1999-2003 |                      |         |  |
| 2003-2007 |                      |         |  |
| 2007-2011 |                      |         |  |
| 2011-2015 |                      |         |  |
| 2015-2019 | Manuel Morte García  | PSOE    |  |
| 2019-2023 | Manuel Morte García  | PSOE    |  |
| 2023-2027 | Manuel Morte García  | PSOE    |  |

| Partido político    | Partido político                                   | 2003   | 2007   | 2011   | 2015   | 2019   | 2023   |
| Partido político    | Partido político                                   | Ediles | Ediles | Ediles | Ediles | Ediles | Ediles |
|                     | Partido de los Socialistas de Aragón (PSOE-Aragón) | 6      | 4      | 5      | 7      | 7      | 6      |
|                     | Partido Popular de Aragón (PP)                     | 1      | 3      | 2      | —      | —      | 1      |
|                     | Partido Aragonés (PAR)                             | —      | —      | —      | —      | —      | —      |
| Total de concejales | Total de concejales                                | 7      | 7      | 7      | 7      | 7      | 7      |

#### Evolución de la deuda viva municipal
El concepto de deuda viva contempla solo las deudas con cajas y bancos relativas a créditos financieros, valores de renta fija y préstamos o créditos transferidos a terceros, excluyéndose, por tanto, la deuda comercial. En diciembre de 2023 el Ayuntamiento de Moros elimina toda su deuda viva.
| 2008 | 2009 | 2010 | 2011 | 2012 | 2013 | 2014 | 2023 |
| ---- | ---- | ---- | ---- | ---- | ---- | ---- | ---- |
| 80   | 66   | 186  | 169  | 152  | 613  | 594  | 0    |

## Patrimonio
El pueblo presenta un casco urbano de origen medieval, con casas cimentadas sobre la ladera sureste de una montaña. Las edificaciones han sido ordenadas en terrazas, de forma que han generado calles, más o menos paralelas, en distintos niveles. Muchas edificaciones disponen de varias plantas que comienzan en la calle inferior y terminan en la superior. Así, es normal que la propia ladera ejerza de pared y que ello permita la existencia de innumerables cuevas. Numerosas calles empinadas y estrechas comunican con sus homólogas horizontales y sirven además para evacuar el agua de las lluvias.

### Patrimonio religioso

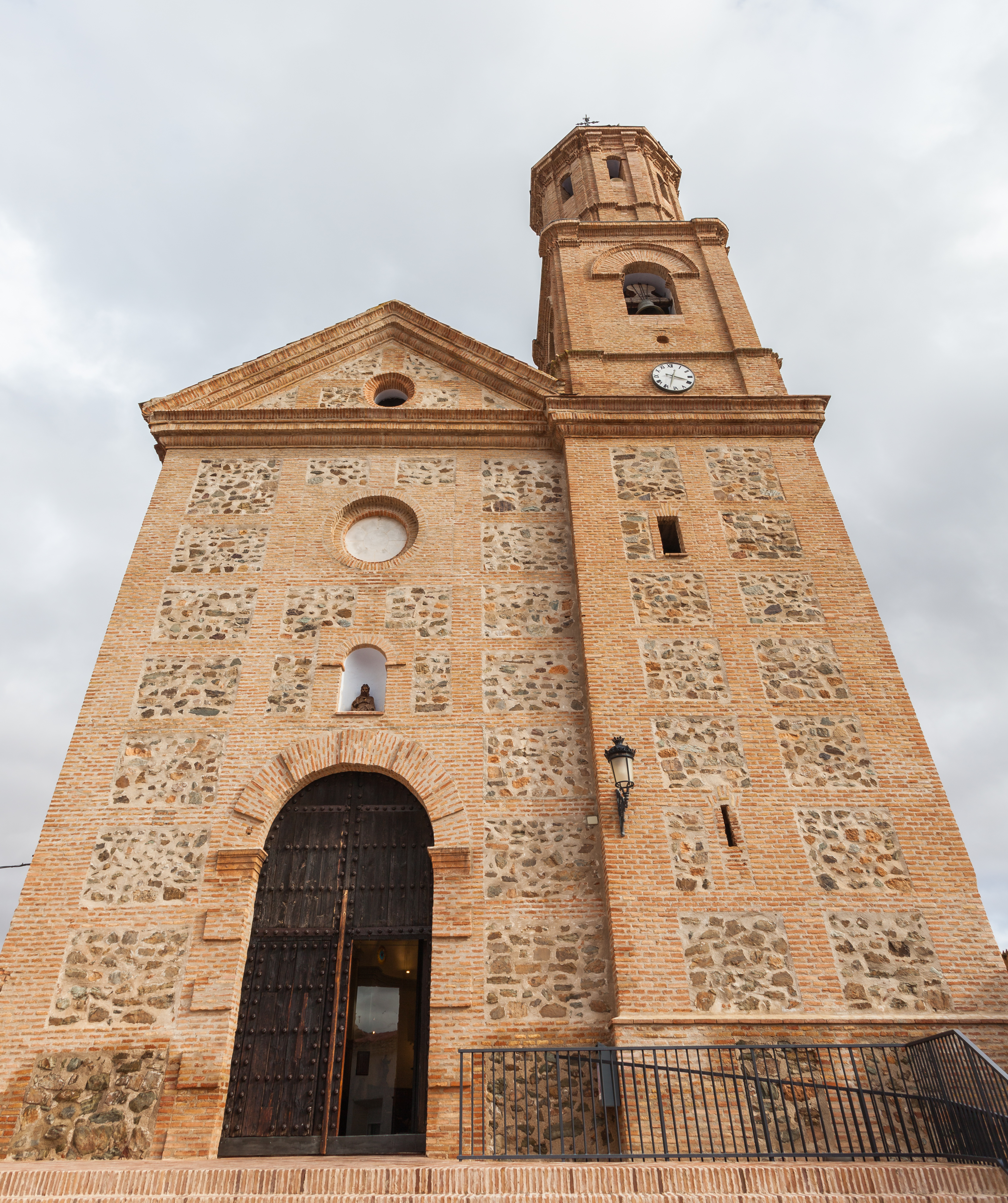
Iglesia de Santa Eulalia

La iglesia de Santa Eulalia, situada en la cresta del espolón, es de origen mudéjar, estilo que se puede apreciar en el ábside y en la torre de la iglesia.
Es un templo de una nave de cinco tramos, cubiertos con bóvedas de medio cañón con lunetos, que carece de crucero.
Sucesivos accidentes (rayos, chispas eléctricas e incendios) han causado su deterioro en el interior y en la cúpula. Umberto Martínez Casado, natural de Moros, da cuenta de que se quemó una imagen de la Inmaculada, obra de Pedro de Mena. Y en tiempos, según fuentes fidedignas, había un cuadro de Tiziano. Otros lienzos del siglo XVI o principios del XVII representaban la batalla de Lepanto y fueron vendidos a Calatayud por 30 000 pesetas. Pertenece al arciprestazgo del Alto Jalón.
La ermita de la Virgen de la Vega está situada en la vega del Manubles, al norte del pueblo. Originariamente es del siglo XII.
La de Santa Bárbara, en lo alto de un monte al noroeste del pueblo, se encuentra en ruinas; igualmente, de la ermita de San Miguel solo quedan unos cuantos restos, pues se incendió en el siglo XVI.

### Patrimonio civil

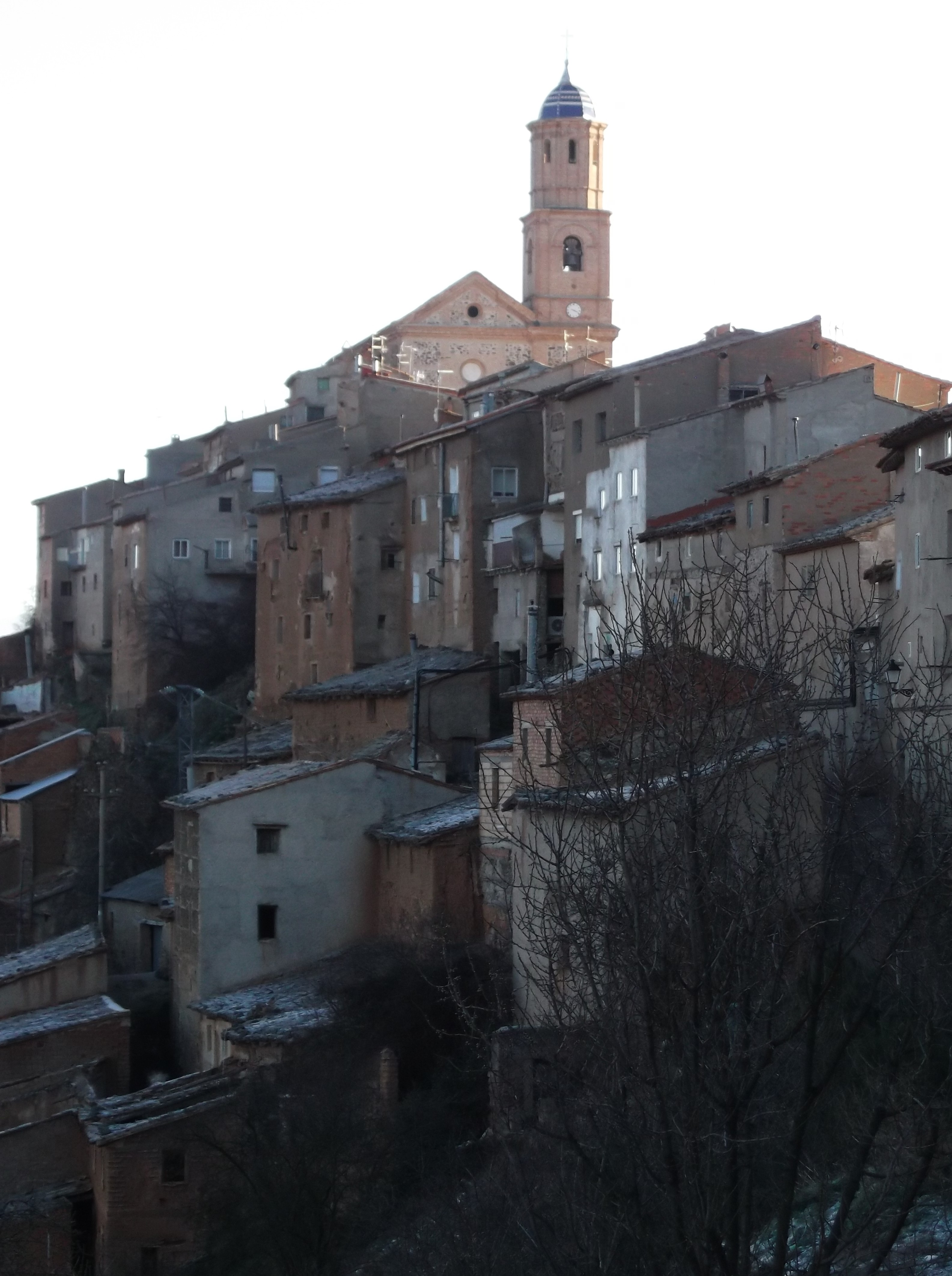
Vista de la localidad

Los restos del castillo de Moros o castillo del rey Ayubb se alzan sobre un cerro rocoso en lo más alto de Moros. Hoy quedan vestigios de un muro de piedra y ladrillo con una torre rectangular al borde del precipicio. Esta es de unos 3 por 5 metros, y alcanza los 10 metros de altura; tiene dos cuerpos, el inferior, que conserva la puerta de ingreso, es de mampostería y argamasa, y el superior está construido en ladrillo.

## Fiestas
- El primer fin de semana de agosto, viernes por la noche, sábado y domingo, y el lunes siguiente se celebran las fiestas en honor de la Virgen de la Vega y se realiza una romería.
- El primer fin de semana de octubre se celebran las fiestas en honor a la Virgen del Rosario.
- El 10 de diciembre se celebra Santa Eulalia, patrona de Moros.